# Черноногий клещ
Черноногий клещ (лат. Ixodes scapularis) — клещ из семейства Иксодовые клещи, переносчик болезни Лайма, бабезиозов и гранулоцитарного анаплазмоза человека. Распространён на востоке и севере Среднего Запада Соединённых Штатов, часто паразитирует на белохвостых оленях (Odocoileus virginianus).